# Distretto governativo del Weser-Ems
Il distretto governativo del Weser-Ems (in tedesco Regierungsbezirk Weser-Ems) è stato uno dei quattro distretti governativi del land della Bassa Sassonia, soppresso nel 2005.

## Storia
Il distretto fu creato nel 1978 e ha operato fino al 31 dicembre 2004. Dal 1º gennaio 2005, con la soppressione di questo e degli altri 3, la Bassa Sassonia non viene suddivisa in distretti governativi.

## Geografia fisica
Il distretto si trovava ad ovest del suo stato, attraversato dai fiumi Weser ed Ems, con al centro la città capoluogo di Oldenburg. Era compreso nella regione storica della Frisia, comprendendo gran parte delle Isole Frisone. Confinava con gli stati della Renania Settentrionale-Vestfalia e Brema, e con gli ex-distretti di Hannover e Lüneburg.

## Suddivisione
| Circondari rurali (Landkreis) | Città indipendenti (Kreisfreie Stadt)                              |
| --- | ------------------------------------------------------------------ |
| 1. Ammerland 2. Aurich 3. Cloppenburg 4. Contea di Bentheim 5. Emsland 6. Frisia 7. Leer 8. Oldenburg 9. Osnabrück 10. Vechta 11. Wesermarsch 12. Wittmund | 1. Delmenhorst 2. Emden 3. Oldenburg 4. Osnabrück 5. Wilhelmshaven |